# Allonautilus perforatus
Allonautilus perforatus is een inktvissensoort uit de familie Nautilidae, een familie die tot de stam der weekdieren (Mollusca) behoort. Allonautilus perforatus is een soort van het zoute water. Het is een aaseter die ook kleine levende prooien pakt als de mogelijkheid zich voordoet.
Allonautilus perforatus werd beschreven en in 1847 benoemd door Conrad.
De soort is gerapporteerd van Bali en alleen bekend van schelpen, die sterk lijken op de schelp van Allonautilus scrobiculatus. Aan de status als aparte soort wordt getwijfeld.